# Dolmen von Champ-Vermeil

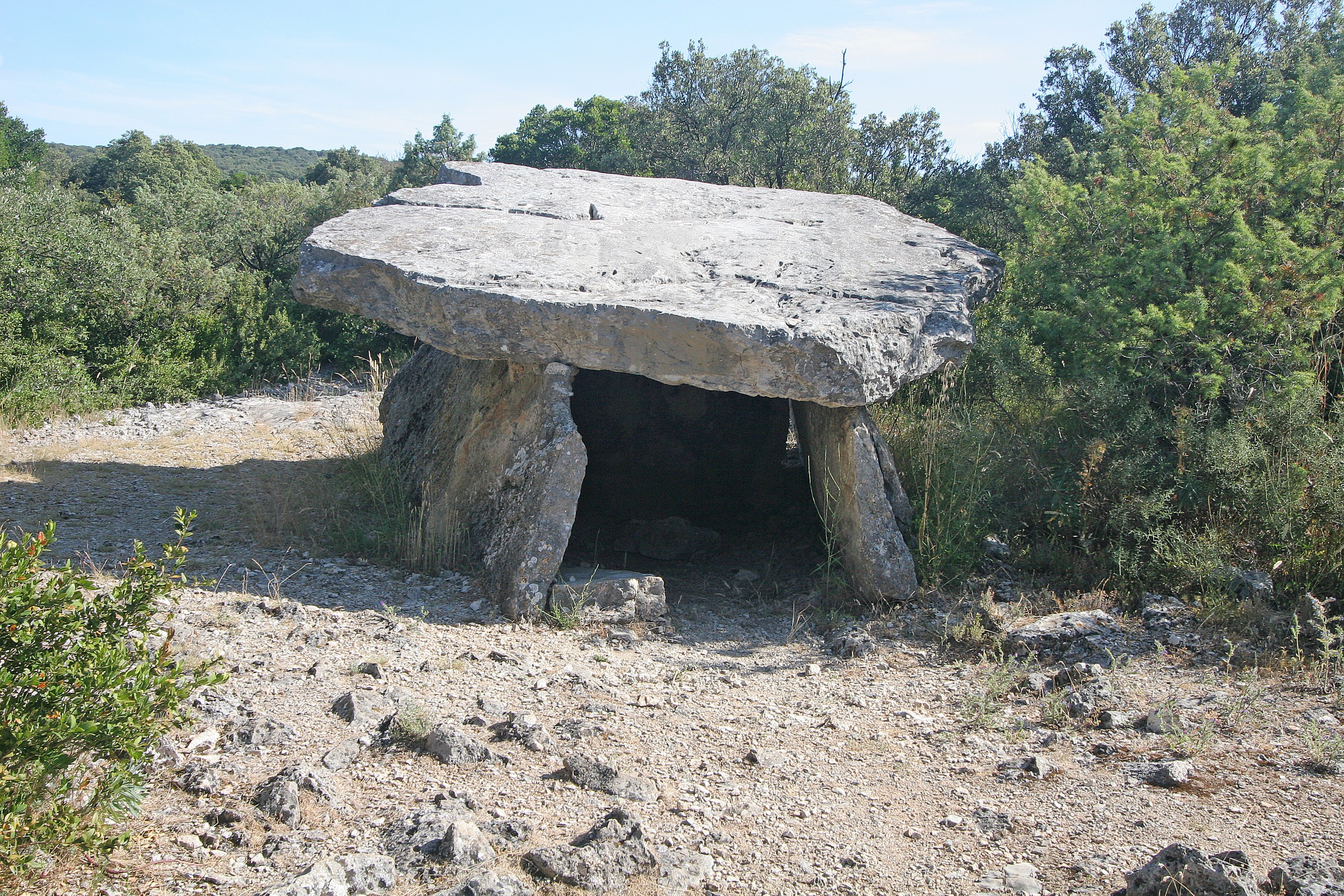
Dolmen von Champ-Vermeil

Der Dolmen von Champ-Vermeil (auch Champvermeil) liegt östlich von Bidon, im Département Ardèche in Frankreich. Dolmen ist in Frankreich der Oberbegriff für neolithische Megalithanlagen aller Art (siehe: Französische Nomenklatur). Er zählt zu den „Dolmens de l’Ardèche“, die mit 800 Dolmen hinter der Bretagne das zweitgrößte megalithische Areal bilden.
Der Dolmen von Champ-Vermeil ist mit einer Länge von etwa 2,0 Metern, einer Breite von etwa 1,8 Metern und einer Höhe von 1,2 Metern einer der größten im Département Ardèche.
Der Dolmen ist seit 1910 als Monument historique eingestuft.
Etwa 150 m entfernt steht der Menhir du Champ-Vermeil.

## Siehe auch

Dolmen von Champ-Vermeil
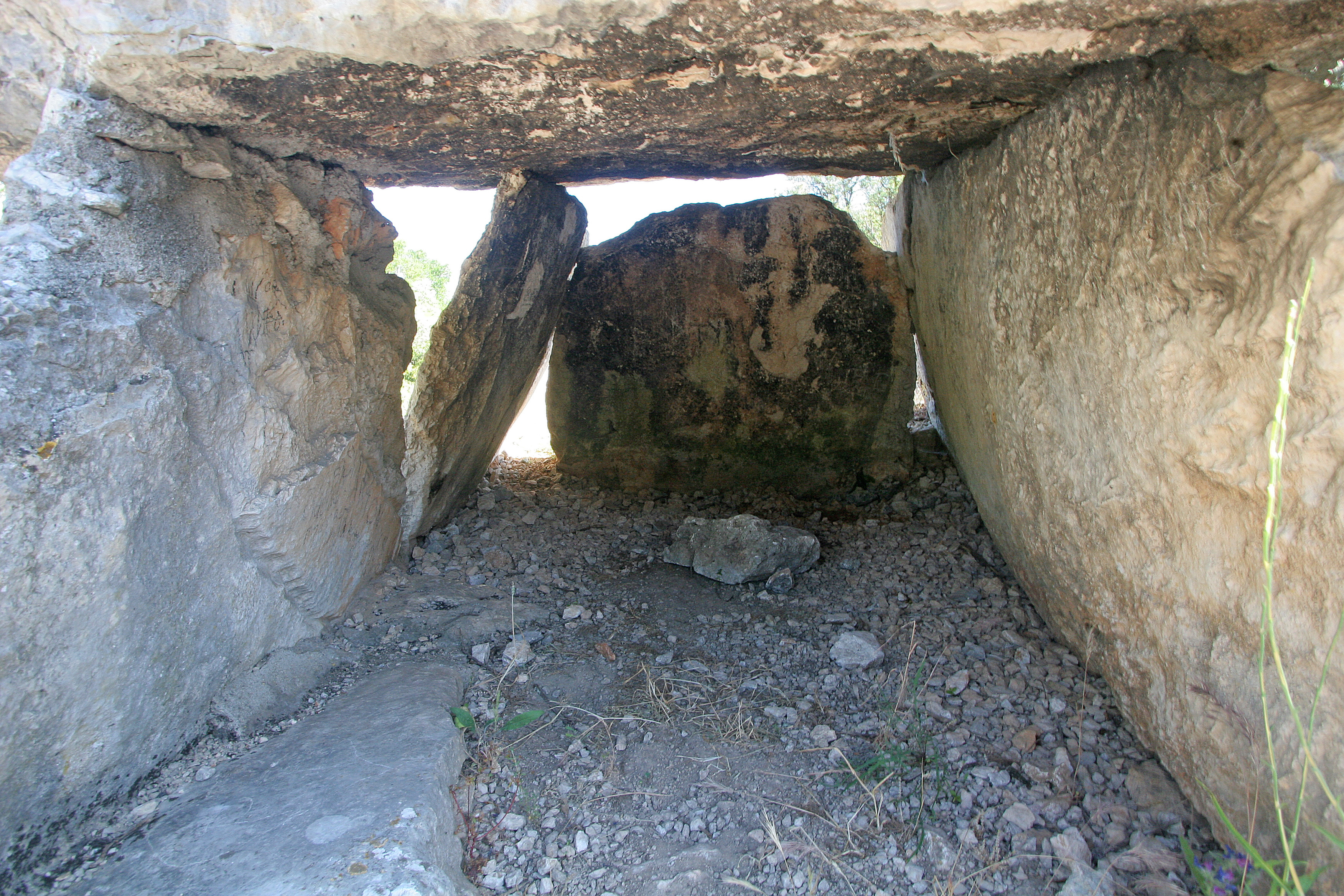
Dolmen von Champ-Vermeil
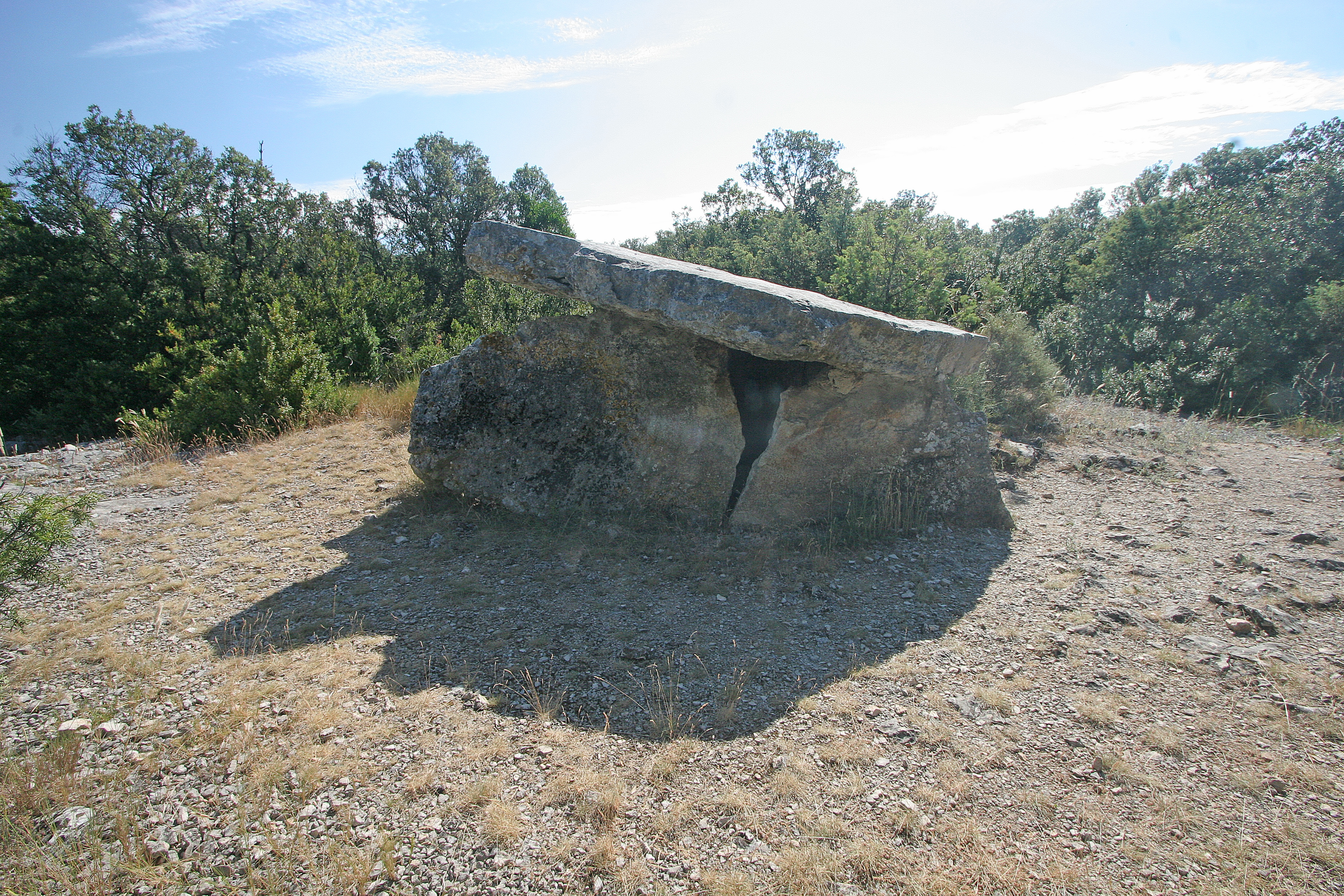
Dolmen von Champ-Vermeil
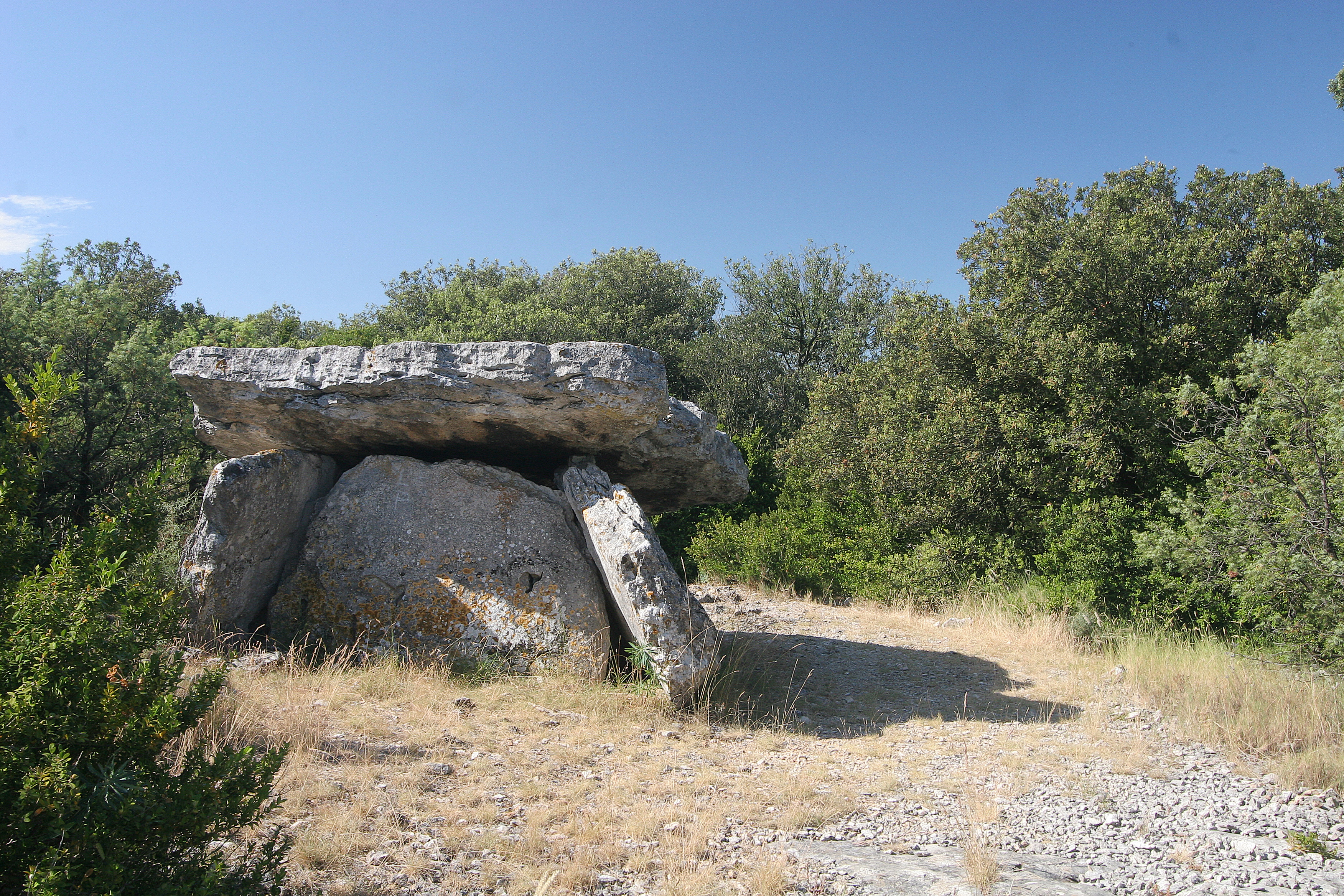
Dolmen von Champ-Vermeil
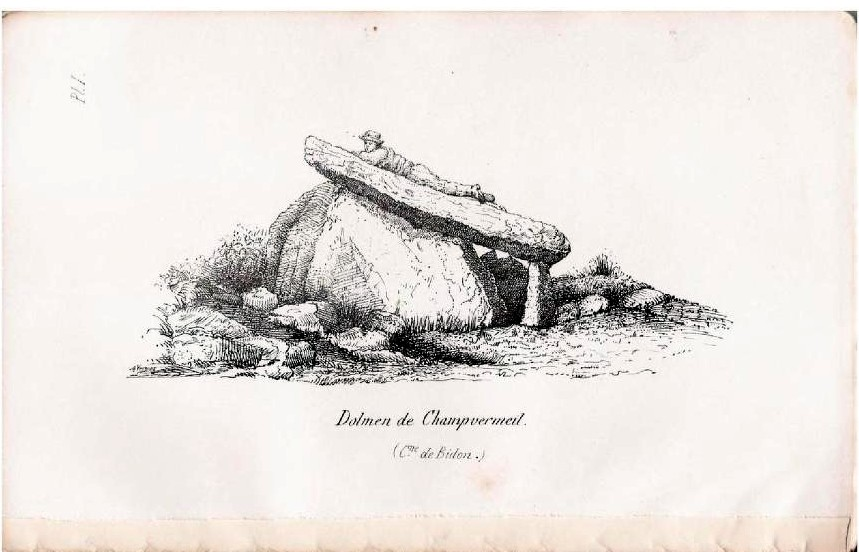
Zeichnung von Jules Ollier de Marichard (1824–1901)